# Isabel Pisano
Isabel Pisano (Montevideo, 1944) és una actriu, escriptora i periodista uruguaiana que ha residit en diverses parts del món.

## Carrera
En la seva carrera com a actriu va ser dirigida per cineastes argentins (Boquitas pintadas de Leopoldo Torre Nilsson), espanyoles (Pampa salvaje d'Hugo Fregonese, Bilbao de Bigas Luna) i italianes (per exemple, per Federico Fellini a Casanova).
Corresponsal de guerra per la RAI (Itàlia) i El Mundo, va cobrir els conflictes de Palestina, Líban, el Txad, l'Iraq, Bòsnia i Somàlia. Ha estat l'única periodista que va estar present en els bombardejos de Mossul i Bàssora a l'Iraq en 1993. També ha realitzat nombrosos reportatges per Marie Claire, Oggi i Il Giornale.
Ha estat guardonada amb la medalla del Ministeri de Cultura d'Espanya, i seleccionada "millor periodista de l'any 2002" per l'Associació de Revistes d'Informació (A.R.I.).
Exponent del periodisme de recerca, amb el que ha recopilat al llarg dels anys ha publicat nombroses obres. Com a escriptora destaquen els seus llibres Trilogía de perversos, finalista del premi "La sonrisa vertical" en 1995, A solas con Arafat (1997) i Yo puta - Hablan las prostitutas que es va convertir en un autèntic bestseller i que ha estat portada al cinema per Dolores Pictures. Aquests tres títols són la base de la gran popularitat d'Isabel Pisano també com a escriptora. Va publicar també la biografia del director Bigas Luna, Sombras de Bigas, luces de Luna.
En 2005 va participar en Gran Hermano VIP.

## Vida íntima
Estava casada amb el compositor argentí de música per a pel·lícules Waldo de los Ríos, de qui va enviduar en 1977. Molts anys després va publicar aquesta part de la seva vida en l'autobiografia El amado fantasma (Plaza y Janés, 2002).
Posteriorment fou companya durant dotze mesos del cap de l'Organització per a l'Alliberament de Palestina, Iàssir Arafat, a qui li dedicà una biografia íntima i del que ha publicat polèmiques declaracions relatives a la seva mort.

## Obres
- 2009, El papiro de Sept, Ediciones B. (ISBN 978-84-666-4167-8)
- 2006, Yasir Arafat: La pasion de un líder, Ediciones B. (ISBN 84-666-2510-0).
- 2004, Yo terrorista, Plaza & Janés (ISBN 84-01-37882-6).
- 2003, La Sospecha: El Complot Que Amenaza La Sociedad Actual, Belacqva (ISBN 84-95894-53-X).
- 2002, El Amado Fantasma, Plaza & Janés, (ISBN 84-01-37790-0) (donde documenta su vida junto a Waldo de los Ríos).
- 2001, Yo puta - Hablan las prostitutas, Plaza & Janés, (ISBN 84-9759-297-2)
- 1995, Trilogía de perversos, Huerga & Fierro. (ISBN 84-7683-420-9)

## Filmografia

### Actriu
- Pampa salvaje (1966)
- Boquitas pintadas (1974)
- Casanova (1976)
- Bilbao (1978)

### Guionista
- Yo puta (2004).